# Северна Ред Ривър
Вижте пояснителната страница за други значения на Ред Ривър.
Северна Ред Ривър (на английски: Red River of the North) е река в САЩ (щатите Минесота и Северна Дакота) и Канада (провинция Манитоба), вливаща се от юг в езерото Уинипег, от системата на река Нелсън.
Нейната дължина е 877 км, от които 622 km в САЩ и 255 km в Канада.

## Географска характеристика

### Извор, течение, устие
Река Северна Ред Ривър се образува от сливането на реките Бейс де Сиукс (лява съставяща) и Отър Тейл (дясна съставяща) при градовете Уопетън (Северна Дакота) и Брекънридж (Минесота), на 289 м н.в. Северна Ред Ривър тече право на север, с много малко отклонение на запад, като по права линия от образуване на реката до устието ѝ са 460 км, но по течението си тя прави стотици меандри, които увеличават дължината ѝ почти двойно. В горното и средното си течение реката служи за граница между щатите Минесота и Северна Дакота, след което навлиза в Канада, провинция Манитоба, преминава през административния център на провинцията град Уинипег и се влива в южната част на езерото Уинипег чрез делта.

### Водосборен басейн, притоци
Площта на водосборния басейн на реката е 287 500 km2, от които в Канада са 138 600 km2, а в САЩ 148 900 km2. Водосборният басейн на Северна Ред Ривър представлява 32,2% от водосборния басейн на река Нелсън. Басейнът ѝ обхваща части от три американски щата — Южна Дакота (най-североизточния ъгъл на щата), Северна Дакота (северната и източната част) и Минесота (северозападната част) и две канадски провинции — Саскачеван (югоизточната част) и Манитоба (югозападната част).
Водосборният басейн на Северна Ред ривър граничи с други 4 водосборни басейна:
на северозапад – с водосборния басейн на река Саскачеван, от системата на река Нелсън;
на север – с водосборния басейн на езерото Манитоба;
на североизток – с водосборния басейн на река Уинипег, също от системата на река Нелсън;
на югозапад, юг и югоизток – с водосборния басейн на река Мисисипи.
Следват по-големи притоци на река Северна Ред Ривър.
В САЩ:
- Бейс де Сиукс (ляв, 66 км)
- Отър Тейл (десен, 64 км)
- Уайлд Райс (ляв, 404 км)
- Шайен (ляв, 951 км)
- Бъфало (десен, 224 км)
- Елм (ляв)
- Уайлд Райс (десен, 295 км)
- Гус (ляв)
- Санд Хил (десен)
- Ред Лейк Ривър (десен, 311 км)
- Форест (ляв)
- Снейк (десен)
- Парк (ляв)
- Тамарак (десен)
- Туо Ривърс (десен)
- Пембина (ляв, 513 км)

В Канада:
- Роузе (десен, 344 км)
- Асинибойн (ляв, 1070 км)

### Хидроложки показатели
Многогодишният среден дебит при град Локпорт (Манитоба, на 32 км от устието) е 244 m3/s. Максималният отток на реката е през май-юни – 4330 m3/s, а минималния през декември-март – 14 m3/s. Дъждовно-снегово подхранване. От началото на декември до началото на април Северна Ред Ривър замръзва. Плавателна за малки съдове в долното си течение.
Поради извънредно малкия пад на реката само 72 м на 877 км, което прави 0,008 m/km, Северен Ред Ривър тече бавно и мудно и по време на пролетно-лятното си пълноводия често е причинявала значителни наводнения по течението си. Последното голямо е било през май 1950, когато се налага 70 000 души да бъдат евакуирани от домовете си в Уинипег и само защитните диги спасяват града от тотално наводнение. По-късно реката е преместена по специално изкопан покрай града канал и вече е безопасна за населението му.

## Селища
Долината на реката представлява важен зърнодобивен район в САЩ и Канада, в резултата на което през 19 век възникват множество по-големи и по-малки населени селища.
В САЩ:
Уопетън (Северна Дакота, 7766 души)
Брекънридж (Минесота, 3386 души)
Абъркромби (Северна Дакота, 263 души)
Улвъртън (Минесота, 142 души)
Оксбоу (Северна Дакота, 305 души)
Фарго (Северна Дакота, 107 349 души, най-големия град по течението ѝ в САЩ)
Мурхейд (Минесота, 38 065 души)
Гранд Форкс (Северна Дакота, 52 838 души)
Ист Гранд Форкс (Минесота, 8601 души)
Осло (Минесота, 330 души)
Дрейтън (Северна Дакота, 824 души)
Пембина (Северна Дакота, 592 души)
В Канада, провинция Манитоба:
Морис
Уинипег (663 617 души, административен център на провинция Манитоба и най-големия град по течението ѝ)
Селкирк (9515 души)

## Откриване и изследване
Долното течение на реката е открито през 1734-1735 г. от френския търговец на ценни животински кожи Кристоф Дюфро дьо ла Жемереи, заедно с братовчедите си Жан Батист Готие Варен дьо ла Верандри и Пиер Варен дьо ла Верандри, които построяват в устието на реката форт Морема, станал впоследствие изходен пункт за по-нататъшното проникване на запад в прериите на Канада .